# یخنی نخود
یخنی نخود نام یکی از غذاهای شیرازی است که برای تهیه آن به گوشت، نخود، سیب زمینی، پیاز، نمک و زردچوبه احتیاج است.